# Orde de la Santíssima Anunciació
|  | Aquest article tracta sobre l'orde monàstic femení. Si cerqueu l'orde de cavalleria, vegeu «Orde Suprem de la Santíssima Anunciació». |

|  | No s'ha de confondre amb Orde de l'Anunciació de Santa Maria. |

L'Orde de la Santíssima Anunciació, en llatí Ordo SS. Annuntiationis, és un orde monàstic femení. Les monges de l'orde, anomenades popularment Annunziate Turchine o Celesti (Anunciacions Turqueses o Celests, pel color blau de l'hàbit) posposen al seu nom les sigle O.SS.A.

## Història

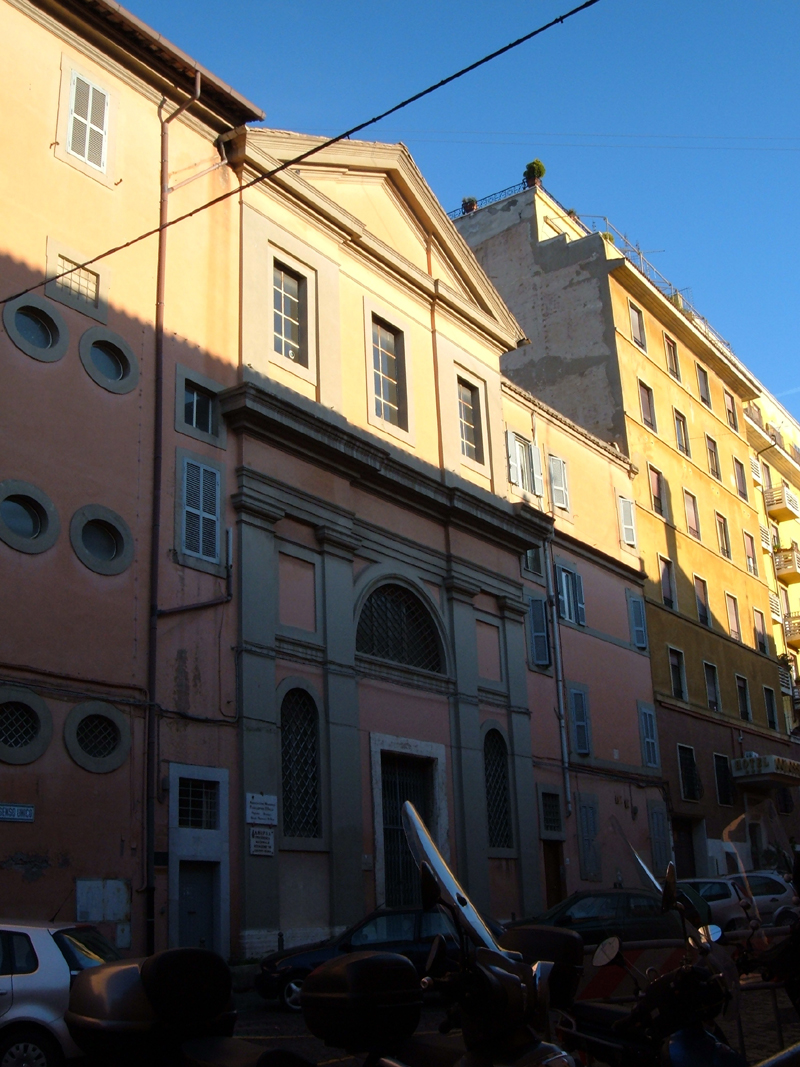
Església de l'antic monestir de l'orde a Roma

L'orde fou fundat a Gènova per Maria Vittoria De Fornari Strata (1562-1617) amb l'objectiu d'adorar el misteri del Verb Encarnat i honorar la maternitat de Maria. El dia 5 d'agost de 1604, les primeres cinc monges vestiren l'hàbit i començaren la vida de l'orde. Se'n consideren cofundadors els nobles Stefano Centurione i Vincentina Lomellini, esposa seva: foren ells qui obtingueren de la Santa Seu el permís per erigir el primer monestir, el 15 de març de 1604, com també la confirmació de la regla, el 6 d'agost de 1613.
Els començaments foren dificultosos, i en 1605 el monestir genovès estigué a punt d'unir-se a les Monges Carmelites Descalces. Consolidat l'orde, en 1612 les monges de Gènova fundaren la primera casa filial, a Pontarlier i l'orde tingué una ràpida difusió a França. En 1676 Maria Vittoria Orsini Borghese fundà un monestir, l'actual església de Santa Maria Annunziata delle Turchine, a Roma. En 1771 hi havia 71 monestirs de l'orde; la Revolució Francesa i els fets posteriors van fer que l'orde estigués a punt d'extingir-se. La beatificació de la fundadora, en 1828, va revifar-la, però amb una difusió molt menor que abans.

## Carisma i difusió
Les monges fan vots solemnes de pobresa, obediència i castedat, i viuen en estricta clausura. Porten un hàbit blanc amb escapulari i capa de color blau cel, dels que prenen el nom de "monges turqueses". Es dediquen a la pregària contemplativa i, per al seu sosteniment, fan confecció de robes i paraments sagrats, brodats i similars. La regla i l'espiritualitat es basen en la Regla de Sant Agustí.
En acabar 2008 l'orde tenia cinc monestirs, amb 29 monges.